# Carlos Prats
Carlos Prats González (ur. 24 lutego 1915 w Talcahuano, zm. 30 września 1974 w Buenos Aires) – chilijski wojskowy, generał, głównodowodzący armii, minister i wiceprezydent w rządzie Salvadora Allende. 
Od 1964 roku był attaché wojskowym w Argentynie. Po zamordowaniu generała René Schneidera, w listopadzie 1970 roku został mianowany dowódcą sił zbrojnych. 2 listopada 1972 roku został mianowany ministrem spraw wewnętrznych. Trzy dni po zamachu stanu w Chile opuścił kraj i udał się do Argentyny.
Został zamordowany wraz z żoną w ramach Operacji Kondor, w wybuchu samochodu-pułapki w Buenos Aires, w 1974 roku. Zamach został zlecony przez szefa chilijskich służb bezpieczeństwa (DINA) Manuela Contrerasa.